# Petre Roman

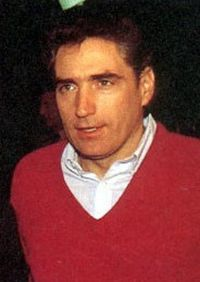
Petre Roman (1989)

Petre Roman (* 22. Juli 1946 in Bukarest) ist ein rumänischer Politiker. Er war nach dem Sturz von Nicolae Ceaușescu von Dezember 1989 bis Oktober 1991 der erste demokratische Ministerpräsident Rumäniens. Später war er von 1993 bis 2001 Parteivorsitzender der Partidul Democrat (PD), von 1996 bis 2000 Präsident des rumänischen Senats sowie von 1999 bis 2000 Außenminister.

## Familie, Ausbildung, Beruf
Petre Romans Vater war der kommunistische Politiker Valter Roman (eigentlich Ernst/Ernő Neuländer), der jüdische Wurzeln hatte und aufseiten der Internationalen Brigaden im Spanischen Bürgerkrieg gekämpft hatte. Seine Mutter Hortensia Vallejo war eine spanische Exilantin. Das Paar heiratete in Moskau und zog nach dem Zweiten Weltkrieg nach Rumänien.
Roman absolvierte von 1963 bis 1968 ein Studium der Energietechnik am Polytechnikum Bukarest. Er gewann ein Stipendium für ein Aufbaustudium in Frankreich: An der Université « Paul Sabatier » Toulouse III erhielt er 1971 ein Diplôme d’études approfondies (DEA), 1974 promovierte er am Toulouser Institut für Strömungsmechanik zum Doktor-Ingenieur. Seine Dissertation befasste sich mit natürlicher Belüftung von offenen Gerinnen. Nach seiner Rückkehr nach Rumänien lehrte er ab 1976 als Dozent (șef de lucrări), später als Juniorprofessor (conferențiar) an der energietechnischen Fakultät der Polytechnischen Universität Bukarest. Roman wurde 1985 auf einen Lehrstuhl für Hydraulik und hydraulische Maschinen an derselben Fakultät berufen.
Petre Roman war von 1975 bis zur Scheidung 2007 mit der Hochschulprofessorin Mioara Georgescu (1940–2024) verheiratet, mit der er eine 1976 geborene Tochter hat. 2009 heiratete er in zweiter Ehe die 26 Jahre jüngere Silvia Chifiriuc, mit der er einen Sohn hat.

## Politische Karriere

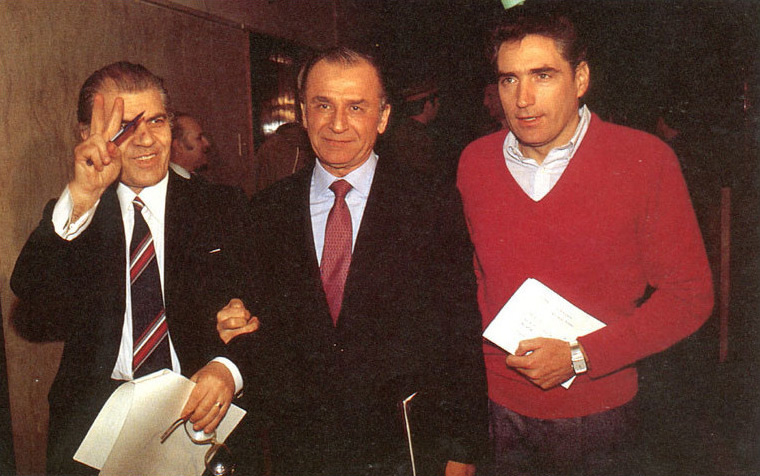
Anführer der Nationalen Rettungsfront: v. l. n. r. Dumitru Mazilu, Ion Iliescu und Petre Roman, 23. Dezember 1989

Roman beteiligte sich an der Rumänischen Revolution im Dezember 1989. Er trat am 22. Dezember dem provisorischen Rat der Front zur Nationalen Rettung (Consiliul Frontului Salvării Naționale, CFSN) bei. Dieser ernannte Roman nach dem Sturz und der Hinrichtung des langjährigen Diktators Nicolae Ceaușescu am 26. Dezember 1989 zum Ministerpräsidenten einer Übergangsregierung. Bei der ersten freien Wahl im Mai 1990, die die Nationale Rettungsfront (FSN) mit 66 % der Stimmen gewann, errang Roman ein Mandat in der Abgeordnetenkammer. Anschließend bestätigte das Parlament ihn als Regierungschef. Zugleich wurde der FSN-Anführer Ion Iliescu mit 85 % zum Staatspräsidenten gewählt. Nach den „Mineriaden“ – den Bergarbeiterunruhen in der rumänischen Hauptstadt Bukarest – trat Roman am 26. September 1991 von seinem Amt als Ministerpräsident zurück.
Roman begann im März 1992, die Nationale Rettungsfront zu einer sozialdemokratisch ausgerichteten Partei nach westeuropäischem Vorbild umzugestalten. Dadurch kam es zum Zerwürfnis mit seinem bisherigen politischen Weggefährten, dem Präsidenten Ion Iliescu. Dieser verließ daraufhin mit seinen Anhängern die Nationale Rettungsfront, sie gründeten die Demokratische Front zur Nationalen Rettung (FDSN), aus der später die Sozialdemokratische Partei (PSD) hervorging. Bei der vorgezogenen Neuwahl im September 1992 kam Romans FSN mit nur noch 10,2 % auf den dritten Platz, während Iliescus FDSN die Wahl gewann. Roman wurde aber als Abgeordneter bestätigt. Die FSN benannte sich im März 1993 in Partidul Democrat (PD; Demokratische Partei) um. Diese wählte Roman zum ersten Parteivorsitzenden. Unter seiner Führung wurde die PD 1996 in die Sozialistische Internationale (SI) und die Sozialdemokratische Partei Europas (SPE) aufgenommen.
1996 kandidierte Roman bei der Präsidentschaftswahl, unterstützt von der Uniunea Social-Democrată, einem Wahlbündnis aus PD und der ebenfalls sozialdemokratischen PSDR. Er erreichte mit 20,45 % den dritten Platz. In der Stichwahl rief er seine Anhänger zur Unterstützung des Christdemokraten Emil Constantinescu auf, der die Wahl schließlich gewann. Bei der gleichzeitigen Parlamentswahl errang Roman einen Sitz im Senat. Das Oberhaus des Parlaments wählte ihn zu seinem Präsidenten. Nach der Wahl ging die sozialdemokratische Union (einschließlich der PD) eine Koalition mit der Convenția Democrată Română (CDR) aus Christdemokraten und Nationalliberalen ein. Vom 22. Dezember 1999 bis zum 28. Dezember 2000 war Roman rumänischer Außenminister im Kabinett von Mugur Isărescu.
Bei der Präsidentschaftswahl 2000 errang Roman nur noch 3 % der Stimmen. Er behielt jedoch seinen Sitz im Senat, nun als Vertreter der Opposition gegen Adrian Năstases PDSR-Regierung. Auf dem Parteitag im Mai 2001 forderte der damalige Bukarester Bürgermeister und spätere Präsident Traian Băsescu Roman bei der Wahl des PD-Vorsitzenden heraus, in einer Kampfabstimmung setzte sich Băsescu durch. Dieser formte die PD zu einer eher konservativen Partei um. Roman trat daraufhin aus der PD aus, behielt aber sein Mandat als Senator. Danach gründete er die sozialdemokratisch orientierte Forța Democrată (FD; Demokratische Kraft) als neue Partei, konnte damit jedoch keine Wahlerfolge erzielen. Bei der Präsidentschaftswahl 2004 kam Roman mit 1,4 % der Stimmen auf den siebten Platz. Bei der gleichzeitigen Parlamentswahl erhielt seine FD nur 0,8 %, womit er auch aus dem Senat ausschied. Bei den Parlamentswahlen 2008 trat er für die Nationalliberale Partei an, errang jedoch kein Mandat.